# Federação de Futebol de Mato Grosso do Sul
De Federação de Futebol de Mato Grosso do Sul (Nederlands: Voetbalfederatie van Mato Grosso do Sul) werd opgericht op 3 december 1978 en controleert alle officiële voetbalcompetities in de staat Mato Grosso do Sul. De federatie vertegenwoordigt de voetbalclubs bij de overkoepelende CBF en organiseert de Campeonato Sul-Mato-Grossense en de Copa MS de Futebol. 
Acre · Alagoas · Amapá · Amazonas · Bahia · Ceará · Espírito Santo · Federaal District · Goiás · Maranhão · Mato Grosso · Mato Grosso do Sul · Minas Gerais · Pará · Paraíba · Paraná · Pernambuco · Piauí · Rio de Janeiro · Rio Grande do Norte · Rio Grande do Sul · Rondônia · Roraima · Santa Catarina · São Paulo · Sergipe · Tocantins